# UHC Nesslau Sharks
Der UHC Nesslau Sharks ist ein Schweizer Unihockeyverein aus der Toggenburger Ortschaft Nesslau. Die erste Mannschaft der Damen spielt in der Nationalliga B.

## Geschichte
In der Saison 2019/20 konnten die Sharks das erste Mal überhaupt die 1. Liga Playoffs gewinnen und in die Aufstiegsspiele einziehen. Jedoch wurden die Aufstiegsspiele aufgrund des Saisonabbruchs abgesagt. Der Nationalliga-A-Verein Sportiva Unihockey Mendrisiotto verkündete am 3. Mai 2020, dass er sein Frauenteam aus der Nationalliga zurückzieht. Dadurch wurde in der Nationalliga ein Platz frei, welcher dem Qualifikationssieger der Nationalliga B, den Floorball Riders Dürnten-Bubikon-Rüti, ermöglichte aufzusteigen. Die Floorball Riders nahmen diese Möglichkeit an. Den frei gewordenen Platz in der zweithöchsten Spielklasse konnte die Nesslau Sharks erben, da sie sich im März in den 1. Liga-Playoffs gegen UH Zulgtal Eagles durchsetzen konnten. Nach einer 1-tägigen Bedenkzeit entschieden sie sich das Wagnis einzugehen.

## Stadion
Die Mannschaften der Nesslau Sharks tragen deren Heimspiele nach Möglichkeit in der Sporthalle Büelen aus.